# Ithocritus niger
Ithocritus niger är en skalbaggsart som beskrevs av Pu 1988. Ithocritus niger ingår i släktet Ithocritus och familjen långhorningar. Inga underarter finns listade i Catalogue of Life.